# Feldhofer Grotte

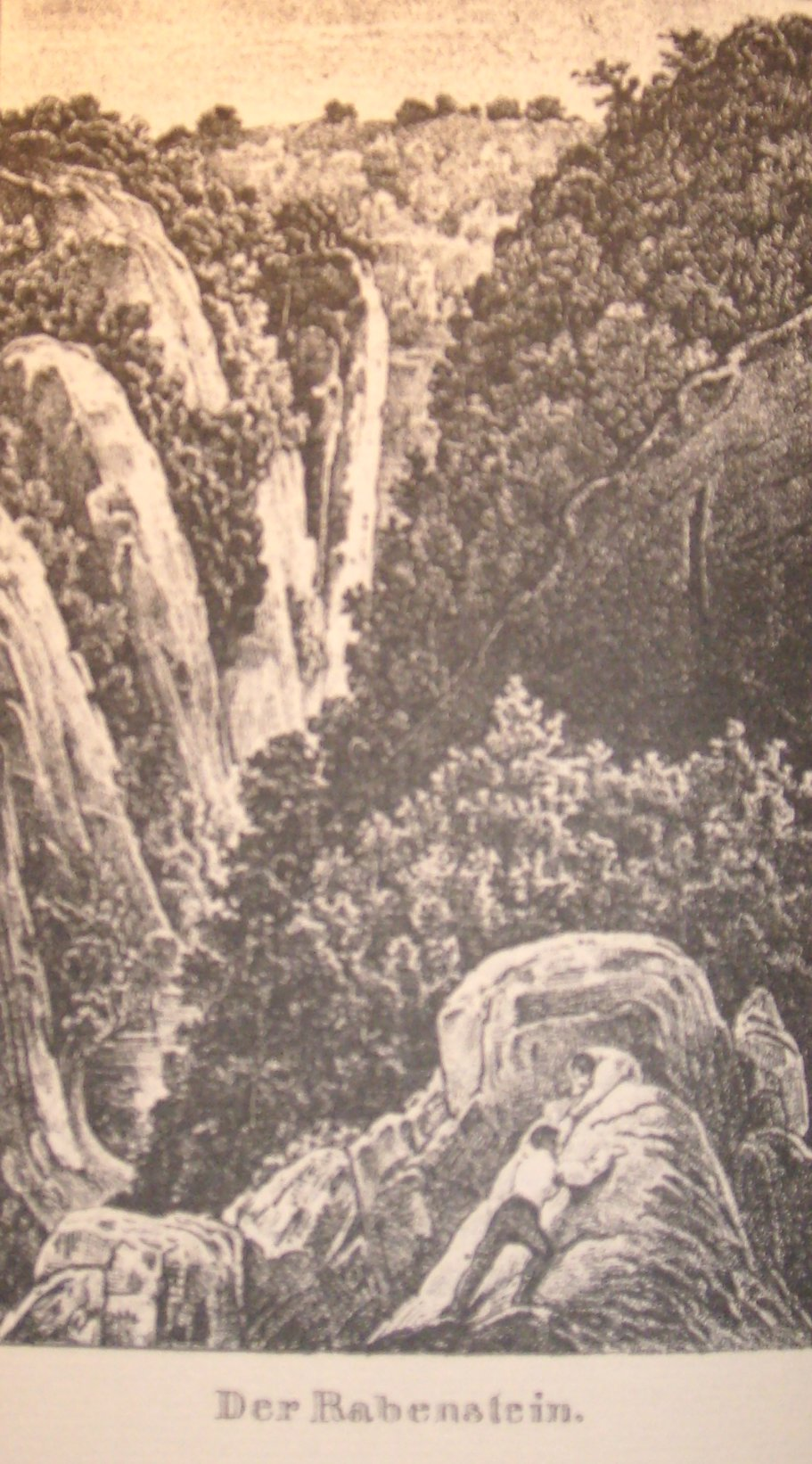
à direita, a caverna Feldhofskirche (Bongard, 1835

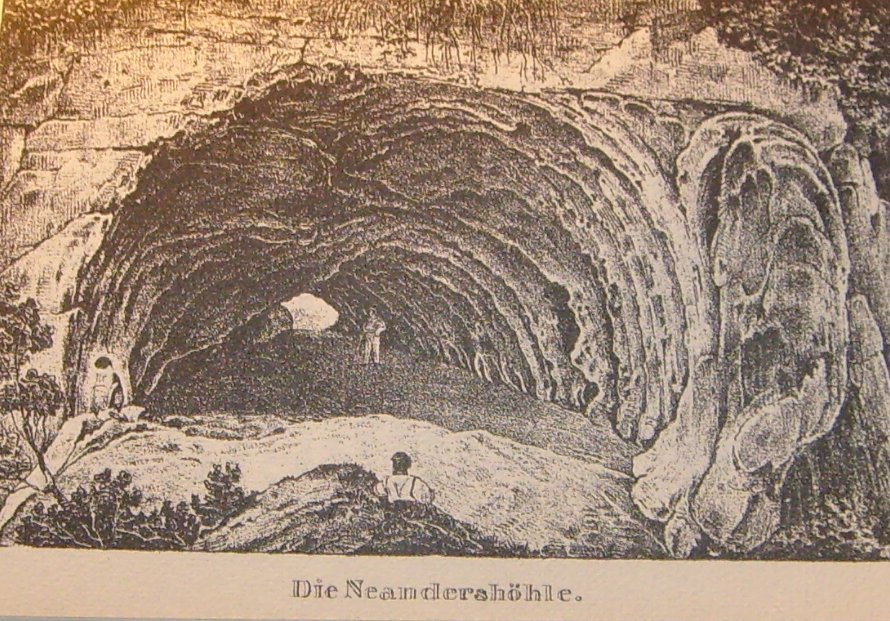
entrada da gruta Neander

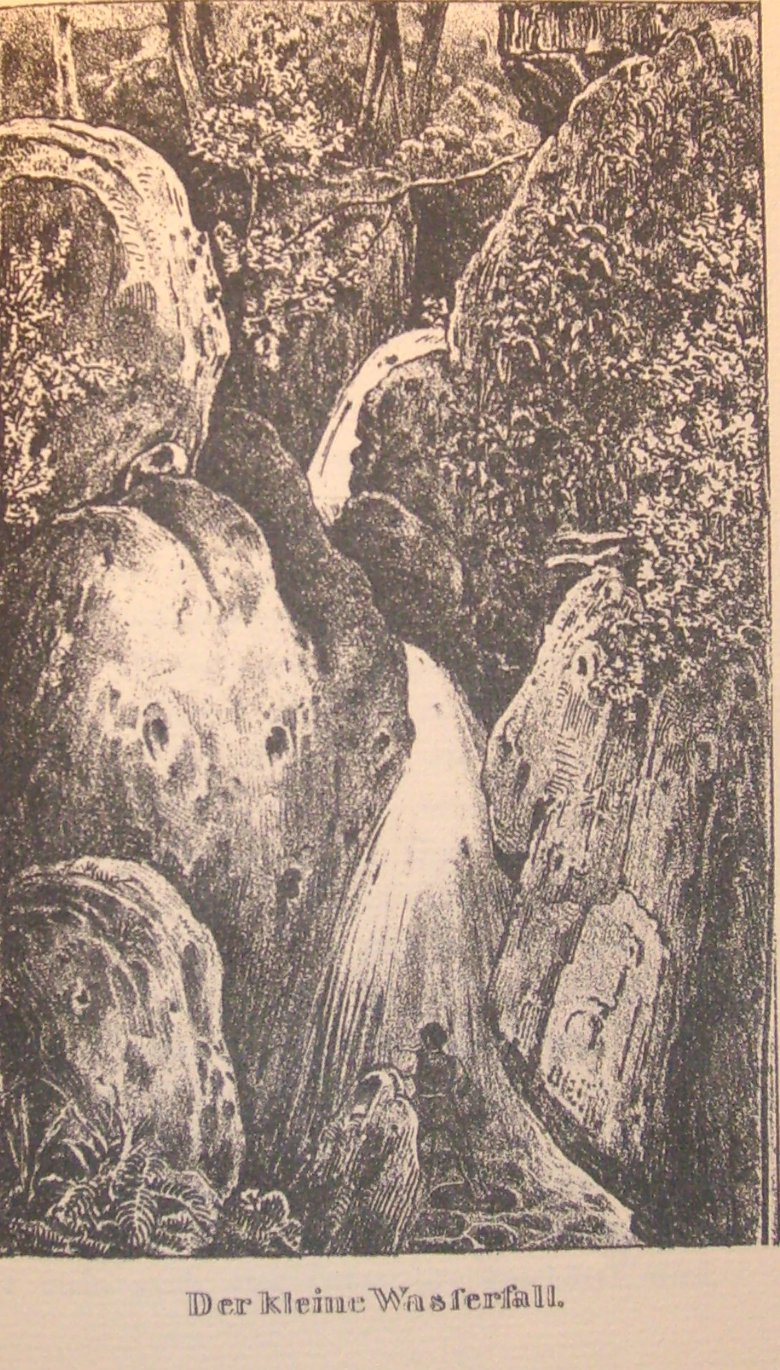
provavelmente a cachoeira Laubach (em Bongard, 1835)

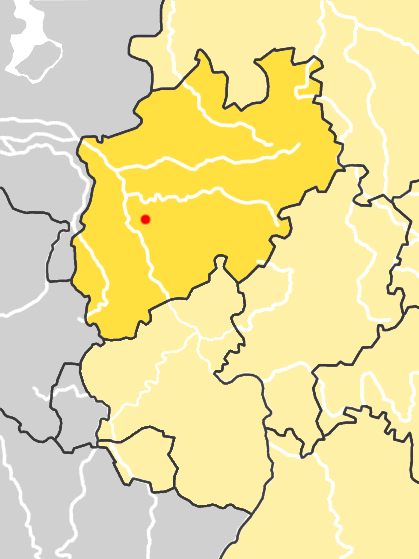
localização na Alemanha

A Kleine Feldhofer Grotte (em português: Pequena Gruta de Feldhof) ou Neandershöhle (em português: Caverna Neander) é uma pequena gruta no sítio arqueológico no Vale de Neander a 20 km ao sul da cidade de Essen, na Alemanha. Nesta caverna foram descobertos 60 fragmentos ósseos de Neandertal, formando no mínimo três indivíduos distintos.
A gruta de calcário de 3 metros de largura, 3 metros de altura e 5 metros de comprimento, sua abertura está na parede sul a 20 metros do nível do rio em um vale íngreme (desfiladeiro) de 53 metros de profundidade. A gruta recebe o nome da fazenda Feldhof, que fica nas proximidades.
A caverna foi destruída pela exploração de pedreiras, que alargou o desfiladeiro. A localização da caverna foi esquecida por volta de 1900. Uma pesquisa bem sucedida em 1997 no sítio arqueológico da caverna e seus depósitos, resultam em 13 ossos que se encaixam exatamente sobre o côndilo lateral do fêmur esquerdo de um Neanderthal. A pesquisa 2000 recuperou milhares de artefatos. O DNA mitocondrial de dois espécimes desta caverna foi sequenciado em 2009, a sequência completa de ambas as amostras foi concluída.

## História
Em agosto de 1856 um grupo de trabalhadores de pedreira na exploração de calcário, deparou-se com uma gruta parcialmente bloqueada por argila. Após a retirada de 1,5 metros a dentro de argila, Os trabalhadores encontraram ossos. O dono imaginou serem ossos de urso das cavernas. Ordenou aos empregados a manter distância e avisou o professor Johann Carl Fuhlrott (1803-1877) da escola de ginásio em Elberfeld e apaixonado pelas ciências naturais.
Fuhlrott iniciou uma escavação, encontrando a parte superior de crânio, uma clavícula, uma escápula, dois ombros, dois quadris, uma pelve, várias costelas. Interrogou os trabalhadores, para recolher todas as notícias sobre as circunstâncias da descoberta. A caverna tinha somente aqueles fragmentos ósseos, e provável pertenciam a um enterro simples.
Fuhlrott analisou os ossos do crânio e desconfiava ser de um tipo humano primitivo. Procurou Hermann Schaffhausen (1816-1893), professor de anatomia na Universidade de Bonn, para analisar sua descoberta.
Em junho 1857 ambos apresentam sua descoberta na reunião da Sociedade de História Natural da Renânia Prussiana e Vestefália, em Bona. Fuhlrott apoiou a antiguidade do homem de Neandertal, com base em dois argumentos, a profundidade em que foi encontrada, um critério incerto, e a profunda mineralização dos ossos, argumento de maior peso, pois mostrava o estado fóssil.
A ausência de qualquer contexto, pela falta de ossos de animais ou artefatos manufaturados, ainda representam dificuldades insuperáveis para a datação precisa. Schaffhausen, era convencido que não foi provado o conceito de fixidez das espécies, embora o esqueleto encontrado era diferente de qualquer outro esqueleto conhecido. O aspeto mais impressionante era a calota craniana, de grande dimensão, mas baixa e equipado com resultados incomuns supraorbital que são encontrados apenas em gorilas, além da robustez dos ossos. A conclusão foi que os ossos pertenciam a um homem antigo, de aspeto primitivo e selvagem que habitava a região, assim como outros animais extintos, em épocas anteriores dos atuais habitantes.
Após a segunda publicação Schaaffhausen, com de diagramas detalhados dos ossos, atraiu a atenção de vários estudiosos, ocorrendo em 1860 a visita na caverna do geólogo inglês Charles Lyell e a publicação do artigo de Schaaffhausen em 1861, a partir de George Busk (1807-1886).

## Imagens
| parte superior de crânio encontrada por Fuhlrott | parte superior de crânio encontrada por Fuhlrott | Anatomia craniana do Neanderthal | Anatomia craniana do Neanderthal |

| Reconstituição de criança Neanderthal de Gibraltar, (Universidade de Zurique) | Reconstituição de criança Neanderthal de Gibraltar, (Universidade de Zurique) | crânio encontrado em 1908 em Chapelle aux saints (França) | crânio encontrado em 1908 em Chapelle aux saints (França) | Primeira reconstituição da anatomia craniana do Neanderthal | Primeira reconstituição da anatomia craniana do Neanderthal |

## Informações Externas

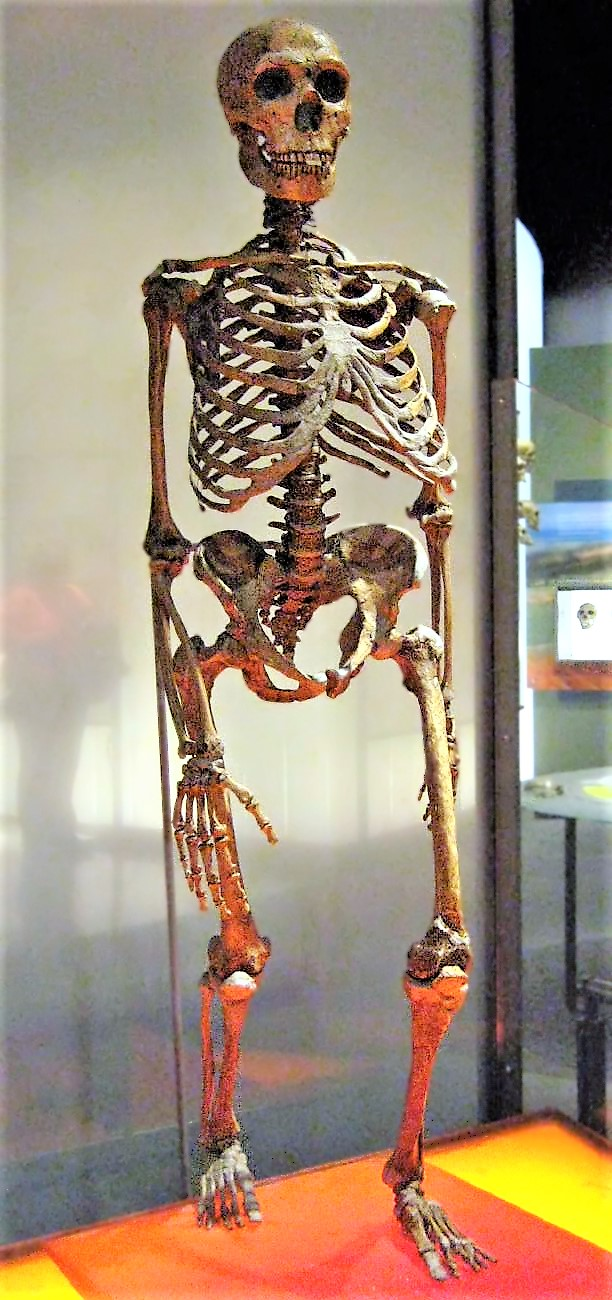
esqueleto de Neanderthal

- Neanderthal Museum
- Steinzeitwerkstatt des Neanderthalmuseums